# Lacul Manitou
Lacul Manitou este cel mai mare lac de pe Insula Manitoulin din Canada.

## Geografia
Lacul Manitou este un "lac în lac" deoarece Insula Manitoulin este o insulă pe un lac de apă dulce. Lacul are o suprafață de aproximativ 104 kilometri pătrați. Acesta este drenat de Râul Manitou. Există, de asemenea, două insule în lacul Manitou, făcându-le insule într-un lac pe o insulă într-un alt lac.

### Particularitate
Lacul Manitou este cel mai mare "lac în lac" din lume.